# 詹姆斯·查德威克
詹姆斯·查德威克爵士 CH FRS（1891年10月20日—1974年7月24日），英国物理学家，因於1932年发现中子而获1935年诺贝尔物理学奖。1941年，他为穆德委员会核武器报告的最後稿本执笔，这份报告促使美國政府開始积极进行核武器研究。第二次世界大戰期間，他担任曼哈頓計劃英國小組的組長。因對物理學的貢獻，他於1945年在英格蘭被冊封為爵士。

## 生平
查德威克在1911年畢業於曼徹斯特維多利亞大學，期間曾在“核物理之父”歐內斯特·盧瑟福的指導下進行研究。他畢業後留在曼徹斯特，繼續在盧瑟福的指導下研究，並於1913年取得碩士學位。同年，他考獲萬國工業博覽會皇家委員會頒發的大英博覽會獎學金。他決定前往柏林隨漢斯·蓋革研究β輻射。查德威克用蓋革新開發的蓋革計數器，成功證明β輻射的能譜為連續的，而非之前所認為的離散線。第一次世界大戰爆發時，查德威克仍身处德國，之后四年，他被迫在柏林西邊的魯赫本拘留營中渡過。
戰後，查德威克跟隨盧瑟福到劍橋大學的卡文迪許實驗室繼續研究，並在盧瑟福的指導下於1921年6月在劍橋大學岡維爾與凱斯學院取得博士學位。卡文迪許實驗室是当时世界上最重要的物理學研究中心之一，查德威克在此實驗室擔任了十多年助理研究主任，他在1932年發現中子並成功量度到其質量，他还預期中子會成为克制癌症的重要武器。查德威克於1935年離開卡文迪許實驗室，前往利物浦大學擔任物理學教授。他徹底改造了利物浦大學裏陳舊的實驗室，並通過安裝回旋加速器，使利物浦成為核物理的重要研究中心。
第二次世界大戰期間，查德威克承擔了研發原子彈的合金管工程的部份研究工作，由於實驗室所在地利物浦及周圍地區正飽受納粹德國空軍轟炸，研究環境相當惡劣。魁北克协定簽訂之後，他的計劃與美國的曼哈頓計劃合併，他加入了英國小組，搬遷到洛斯阿拉莫斯国家实验室及华盛顿工作。期間，出乎所有人的意料，他獲得了計劃領導人莱斯利·格罗夫斯將軍幾乎完全的信任。由於他的貢獻，他名列1945年1月1日的新年授勳名單，被封為爵士。同年7月，他亲临現場觀看了三位一體核試。此後，他还曾出任聯合國原子能委員會的英國科學顧問。對大科學趨勢感到不快的查德威克於1948年就任劍橋大學岡維爾與凱斯學院院長，於1959年退休。

## 教育與早年
詹姆斯·查德威克於1891年10月21日在英國柴郡博靈頓出生，為家中長子，其父約翰·約瑟·查德威克是綿紡工人，其母安妮·瑪莉·諾利斯是家傭。查德威克是以其祖父詹姆斯之名命名。他的父母於1895年移居至曼徹斯特，他則留在博靈頓，由外祖父母照顧。他就讀博靈頓十字小學，並取得曼徹斯特文法中學的獎學金，但由於獎學金外仍需繳付龐大的費用，所以他的家人拒絕了該校的獎學金，並把他送往曼徹斯特的中央男子文法學校就讀，同時與父母團聚。那時他有了三名弟弟，名為哈利和赫伯特還有彼得；還有一名在嬰兒期就去世了的妹妹。17歲時，他報考了兩家大學的獎學金，都成功了。
查德威克選擇前往曼徹斯特維多利亞大學升學，於1908年入學。他原本打算修讀數學，但註冊時卻誤選了物理學。他與當時大部份大學生一樣在家居住，每天來回大學要走6.4公里的路。他在大學第一年末獲頒赫金博特姆獎學金，支持他學習物理。當時的物理學系主任為歐內斯特·盧瑟福，他負責分派畢業研究的課題，他讓查德威克去設計實驗來比較兩種不同輻射來源的能量。這樣他們就能以一克鐳輻射量來量度其他來源，而這個單位就是後來的標準單位居里。盧瑟福所建議的手法是行不通的——查德威克是知道這點的，可是他實在不敢對盧瑟福說——所以他只好繼續努力，最終成功開發出所需要的方法。這次的實驗結果成了查德威克的第一份學術論文，而盧瑟福也是這篇論文的共同作者，論文於1912年發表。他則在1911年以一級榮譽畢業。
查德威克開發完量度伽瑪輻射的方法後，就轉往量度各種氣體及液體的伽瑪射線吸收量。這次實驗結果的論文，發表時列出的作者只有查德威克一人。他於1912年獲頒理學碩士(MSc)學位，並獲聘拜耳研究員。次年考獲大英博覽會獎學金，因此能夠前往歐洲大陸的大學進行學習與研究。查德威克於1913年決定前往德國柏林的帝國技術物理研究所，隨漢斯·蓋革研究β輻射。蓋革新開發的蓋革計數器比之前感光偵探法準確不少，查德威克就是憑着這儀器成功證明β輻射的能譜並非之前所認為的離散線，而是在某些區間出現高峰值的連續能譜。阿爾伯特·愛因斯坦在參觀蓋革的實驗室時對查德威克說：“我能夠解釋這兩種現象，但我不能夠同時解釋這兩種現象。”β輻射的連續能譜在之後的多年仍未能被解釋。
在第一次世界大戰爆發後，查德威克仍在德國，在柏林附近的魯赫本拘留營接受拘留，期間他獲准在馬槽中設立實驗室，使用如輻射牙膏等臨時物料進行實驗。他在查理斯·德拉蒙德·艾利斯的協助下，着手研究磷的離子化及一氧化碳和氯氣的光化學合成。他在康邊停戰協定生效時的1918年11月被釋放，並回到了父母在曼徹斯特的家，為萬國工業博覽會委員會將之前四年的研究發現整理成文。
盧瑟福在曼徹斯特為查德威克提供了兼職的教學工作，讓他能夠繼續研究。他研究過鉑、銀與銅的核電荷，並在實驗中發現它們與原子數基本一致，誤差在1.5 %之內。盧瑟福於1919年4月出任劍橋大學卡文迪許實驗室的主任，查德威克則在數月後與他匯合。查德威克於1920年獲頒克拉克·麥克斯韋獎學金，並於劍橋大學岡維爾與凱斯學院註冊成為博士生。他論文的上半部是有關原子數的研究，而下半部則是關於原子核內核力的研究。他於1921年6月獲頒博士學位。他於同年11月獲聘為岡維爾與凱斯學院的院士。

## 研究員

### 劍橋

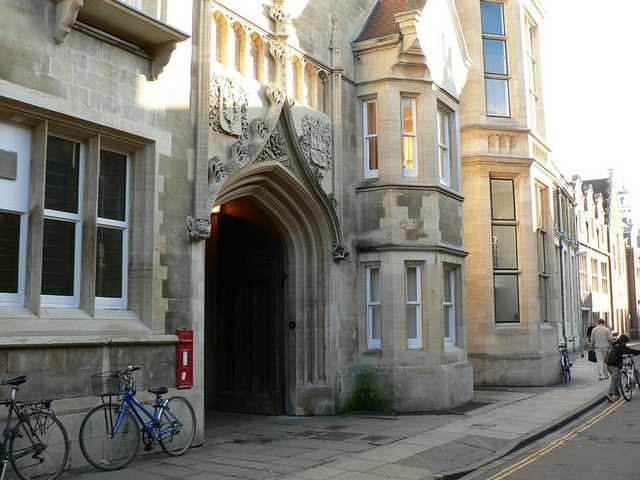
卡文迪許實驗室是物理學中不少重大發現的起源地。由威廉·卡文迪许，第七代德文郡公爵（卡文迪許是他的姓氏）於1874年建立，其第一任教授為詹姆斯·克拉克·麥克斯韋

查德威克的克拉克·麥克斯韋獎學金於1923年期滿，而下一位領得這份獎學金的是俄羅斯物理學家彼得·卡皮察。英國科學及工業研究部諮詢委員會主席威廉·麥考密克爵士安排查德威克出任盧瑟福的助理研究主任。這個職位的其中一項工作，就是協助盧瑟福挑選博士生。之後幾年的博士生包括了約翰·考克饒夫、諾曼·費瑟和馬克·奧利凡特，他們後來都成了查德威克的親密好友。由於很多學生都不知道自己想要研究甚麼，所以盧瑟福與查德威克會為他們建議研究課題。其任內實驗室新完成的所有論文都交由查德威克編輯。
查德威克於1925年邂逅愛琳·斯圖爾特-布朗，她父親是利物浦一名證券經紀員。兩人於1925年8月成婚，伴郎是卡皮察。夫婦於1927年2月生下一對孿生女兒，名為祖安娜和朱迪斯。
在研究中，查德威克繼續探究原子核。自旋在1925年被發現，這個概念讓物理學家成功解釋塞曼效應，但同時亦產生了解釋不了的反常現象。當時認為原子核是由質子與電子所構成的，例如氮的質量數為14，因此按當時的理解，假定氮的原子核是由14個質子與7個電子。從這個構成可以得出正確的質量與電荷，但自旋卻不對。
在1928年劍橋的β粒子與伽瑪射線的研討會中，查德威克重遇蓋革。蓋革帶來了新改良的蓋革計數器，是由他的博士後學生瓦爾特·米勒所改良的。戰後查德威克就再也沒有用過蓋革計數器了，而當時劍橋在用的技巧倚賴閃爍現象，觀測時需要靠人眼去看，所以引入新的蓋革-米勒計數器可能對實驗室而言是一大進步。但主要決點在於它同時探測到α、β及伽瑪輻射，而卡文迪許實驗室在實驗上使用的一般是鐳，但鐳會同時發射這三種射線，因此並不適合查德威克原本想要使用的用途。然而，釙只會發射α射線，而莉澤·邁特納從德國給查德威克送了0.5微居里（約0.5 µg）的釙。
瓦爾特·博特和他的學生赫伯特·貝克在德國用釙的α射線去轟擊鈹，從而得到一種不尋常的輻射。查德威克讓他領有萬國工業博覽會獎學金的澳洲學生休·韋伯斯特，去複製他們的結果。多年來查德威克和盧瑟福在理論中假定了一種假想粒子，叫中子，它是沒有電荷的假想核子，對查德威克而言，這種新的輻射就是中子存在的證據。費瑟在1932年2月促使查德威克去注意另一項出乎意料的實驗結果。弗雷德里克和伊雷娜·約里奥-居里用釙和鈹所得的輻射成功將石蠟的質子擊走，他們認為這種輻射是伽瑪射線。但盧瑟福與查德威克並不同意這點；他們認為質子對伽瑪射線而言實在太重了。但中子只需少量的能量就能達到相同的效果。遠在羅馬的埃托雷·馬約拉納也得出同樣的結論：約里奥-居里夫婦發現了中子卻不知道。
為了能集中精神證明中子的存在，查德威克推掉了所有的職務進行研究，不時在深夜工作。他設計了一套簡單的儀器，是一條圓柱體，裏面裝着作為射線來源的釙和作為轟擊目標的鈹。然後把所得的輻射指向各種物料，如石蠟；然後被擊中的粒子，即質子，會進入小的離子室，可以用示波器觀測到裏面的質子。

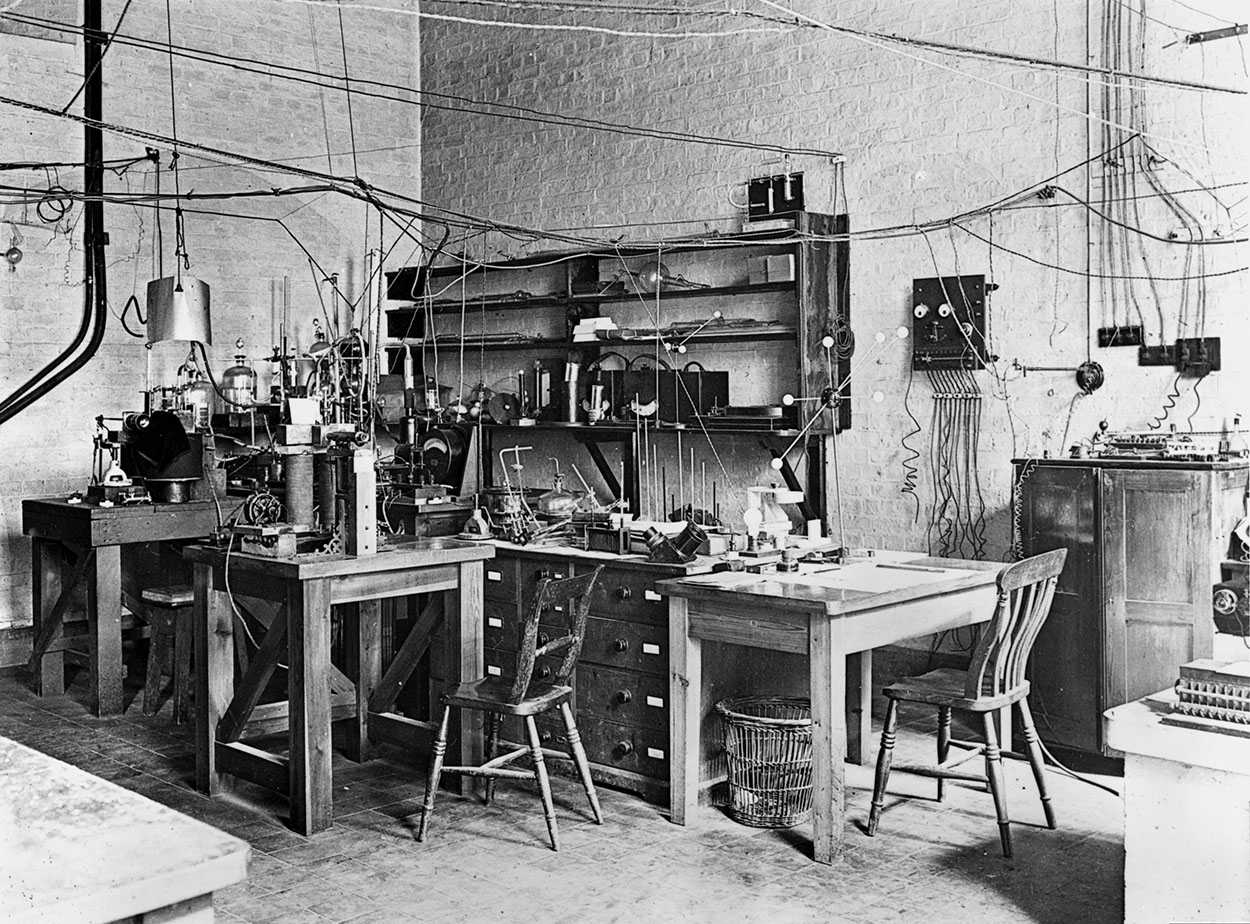
歐內斯特·盧瑟福爵士的實驗室

在開始中子實驗後只有兩星期的1932年2月，查德威克向《自然》發了一篇快報，題為《論中子存在的可能性》。他在5月將發現的詳細內容以論文的形式在皇家學會報告A系列發表，題為《論中子的存在》。他的發現是對核子理解的里程碑。讀完查德威克的論文後，愛德華·康登和羅伯特·巴徹意識到若中子的自旋為1/2，且氮是由七個質子及七個中子組成的話，就能解釋當時理論中與實驗不符之處，例如氮的自旋。
理論物理學家尼爾斯·玻爾和維爾納·海森堡堅信中子一定是核子，而不是質子─電子對。查德威克在論文中估算中子約重1.0067 u。由於質子與電子加起來則重1.0078 u，因此意味着束縛力約為2 MeV，而這個大小聽上去合理。之後，一名納粹德國的難民兼卡文迪許實驗室研究生莫里斯·戈德哈伯，提出氘的光致蛻變可由伽瑪射線引發：
2
1D
 + 
γ

 → 1
1H
 + 
n

查德威克和戈德哈伯試驗過，並發現這是可行的。他們量度出質子的動能為1.05 MeV，那麼方程式中唯一未知的質量就是中子的質量。查德威克計算出的中子質量在1.0077與1.0086原子質量單位之間。經由用α粒子轟擊硼，弗雷德里克和伊雷娜·約里奥-居里得出較高的中子質量值，但歐內斯特·勞倫斯在加州大學的隊伍則得出較低的中子質量值。其後的實驗證明了約里奧-居里夫婦的數值最佳。中子的質量太大，不可能是質子─電子對，因此必須是其他東西，這樣同時支持了玻爾和海森堡的理論，即中子是一種新的核子。為表揚他對中子的發現，查德威克於1932年獲英國皇家學會授予休斯獎章，1935年獲諾貝爾物理學獎，1950年獲科普利獎章及1951年獲富蘭克林獎章。
由於查德威克發現了中子，因此在實驗室合成比鈾重的元素變得可行，這種合成是通過慢中子捕獲及其後的β衰變來完成的。跟α粒子不同的是，中子不帶電荷，而α粒子則帶正電荷，因此會被其他原子核的電力排斥，而中子則不需穿越這樣的一個庫侖障壁，並因此甚至能夠穿透及進入最重的原子核（例如鈾）。這點啟發了恩里科·費米去研究中子及原子核碰撞所帶來的核反應，最終費米憑這項研究獲得了諾貝爾物理學獎。查德威克在1914年所報告的β輻射連續能譜，於1930年由沃爾夫岡·泡利借助另一種中性假想粒子解決，這種粒子在1934年被費米命名為中微子。

### 利物浦

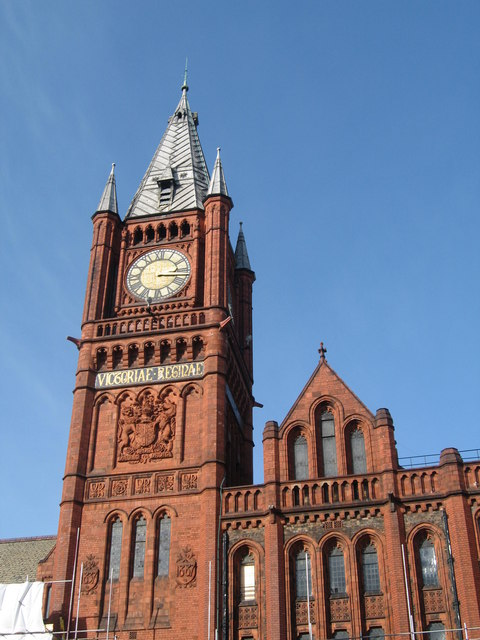
利物浦大學的“紅磚”維多利亞樓

英国陷入大萧条后，政府对科学领域的拨款日渐缩水。与此同时，劳化斯新发明的回旋加速器很可能对实验核物理学带来革命性的发展，查德威克觉得卡文迪许实验室有必要添置这种仪器以免落人后尘。但卢瑟福坚持认为，这些庞大而又贵重的设备并非做好实验核物理的必要条件，所以回绝了购买申请，这让身为下属的查德威克深感恼火。
查德威克本人總的來說是大科學的批判者，他尤其對勞倫斯不滿，認為他的手法輕率，以科學之名謀取技術。勞倫斯在1933年的索爾維會議提出一項假想，他聲稱存在一種帶無限能量的新未知粒子，那時查德威克則回應說這更有可能只是出於設備污染而已。勞倫斯回到柏克萊重新檢查結果，不料發現查德威克是正確的，與此同時，盧瑟福與奧利凡特在卡文迪許的研究發現氘能透過聚變生成氦-3，由此引起勞倫斯所觀測到的訊號。這是一項重大發現，但奧利凡特-盧瑟福粒子加速器當年是昂貴的先進設備。
查德威克於1935年3月受到了位於她太太老家的利物浦大學的邀請，希望他能出任里昂·瓊斯講座教授，接替退休的萊昂內爾·韋伯福斯。當時那裏實驗室過時到還在用直流電運作，但查德威克把握了這個機會，於1935年10月1日就任。諾貝爾委員會在他就任後不久的1935年11月宣佈查德威克獲得該年的物理學獎，因此提昇了新任職大學的聲譽。查德威克的諾貝爾獎章於2014年在拍賣中以329,000美元之價售出。
查德威克着手為利物浦添置回旋加速器。他首先用700英鎊將過時的利物浦實驗室翻新，這樣就能在實驗室自製一些元件。他成功說服大學提供2,000英鎊，又從英國皇家學會取得另外2,000英鎊的撥款。為了建造回旋加速器，查德威克帶來了兩名年青的專家，伯恩哈德·金賽和哈羅德·瓦爾克，他們都曾在加州大學與勞倫斯工作過。一家本地的電纜生產商捐出了線圈所需的銅電導體。回旋加速器的50公噸磁鐵則由位於曼徹斯特近郊的都城-維克斯公司製造，而真空室也是由這家公司製造。回旋加速器於於1939年7月安裝完成並開始運作。總費用為5,184英鎊，比查德威克從大學及皇家學會領回來的多，因此餘下的查德威克用他的諾貝爾獎金支付，該筆獎金全數為159,917瑞典克朗（8,243英鎊）。
利物浦的醫學院與理學院之間有着緊密的合作。查德威克自動成為這兩所學院的委員，而他在1938年獲聘入由德比郡伯爵帶領的委員會，調查利物浦治療癌症的安排。查德威克預料37英吋回旋加速器所生產的放射性同位素及中子，將會用於生化過程的研究，及可能成為對抗癌症的武器。

## 第二次世界大戰

### 合金管及鈾引爆軍事應用委員會報告
奧托·哈恩和弗里茲·斯特拉斯曼在德國以中子轟擊鈾，發現產物中出現一種較輕的元素鋇。而至當時為止，這種過程只會生成同樣重或較重的元素。邁特納和她的外甥奧托·羅伯特·弗里施於1939年1月發表了一篇解釋這個實驗結果的論文，震驚了物理學界。他們用了玻爾的液滴模型，來說明鈾在中子的轟擊下是如何分成兩塊大致相等的碎片，他們把這個過程叫做裂變。他們計算出這個過程所釋放的能量約為200 MeV，即是比化學反應的能量要大上好幾過數量級，而弗里施很快就用實驗證實了他們的理論。不久之後哈恩就指出如果裂變中會釋放出中子的話，那麼就有可能形式鏈式反應。法國科學家皮埃爾·約里奧、漢斯·馮·哈爾班和列夫·科瓦爾斯基很快就核實了每次裂變確實會生成多於一個中子。玻爾在一份與美國物理學家約翰·惠勒合作撰寫的論文中，闡明同位素鈾-235較有可能產生裂變，而鈾-235只佔天然鈾的0.7%。

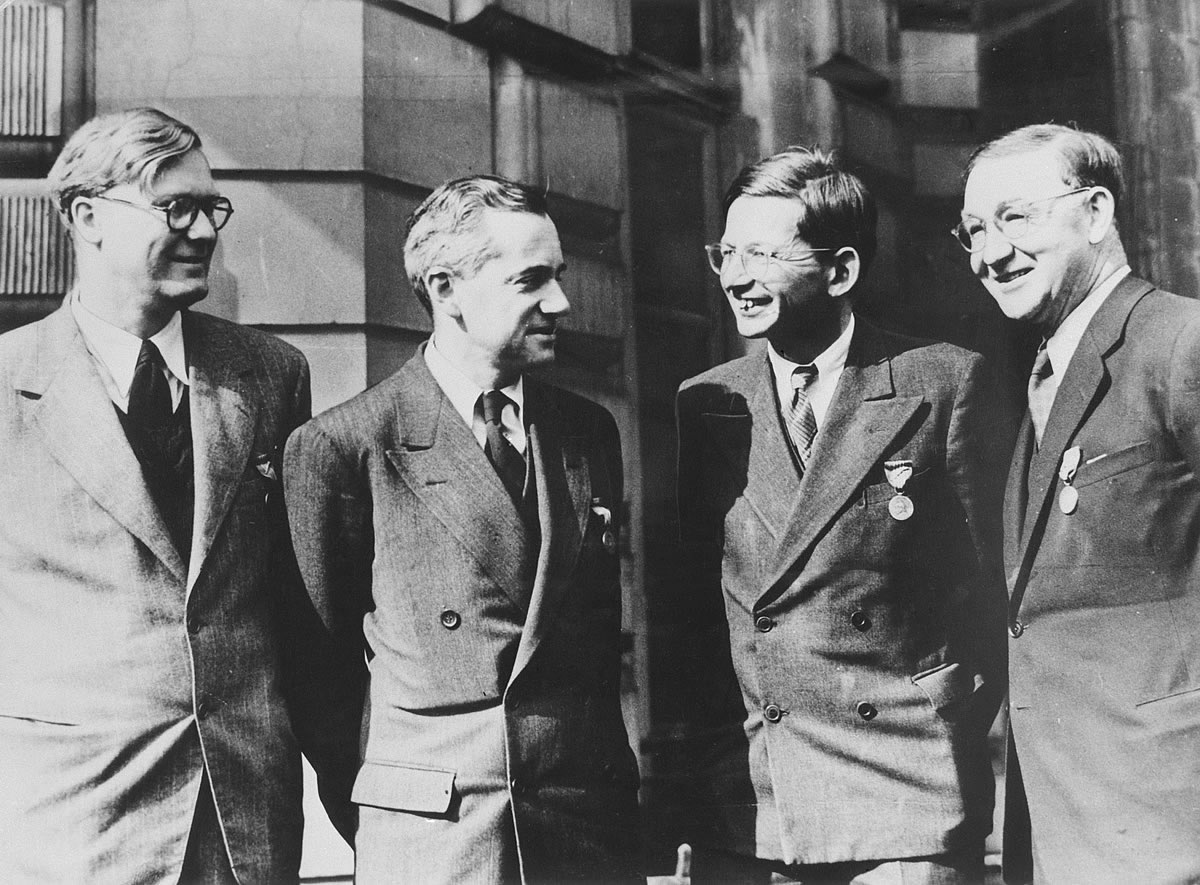
英國的核心物理學家。由左至右：威廉·彭尼、奧托·弗里施、魯道夫·佩爾斯和約翰·考克饒夫。他們佩戴着總統自由勳章。

查德威克並不相信1939年會有可能再與德國開戰，於是他把家人帶到瑞典北部一個遙遠的湖邊渡假。因此第二次世界大戰爆發的消息對他來說是一大震驚。決心不要在拘留營中渡過戰爭，查德威克以最快的速度前往斯德哥爾摩，但當他與家人到達時，所有連接斯德哥爾摩與倫敦的空中交通已被中止。他們一家最終乘坐不定期貨船回到英國。當他到達利物浦時，他碰到一名從波蘭來作回旋加速器研究的博士後研究員約瑟夫·羅特布拉特，由於從波蘭來的撥款斷了，所以他衣食無着。查德威克隨即聘任羅特布拉特為講師，儘管他當時的英語很差。
查德威克於1939年10月收到一封從科學及工業研究部部長愛德華·阿普爾頓爵士的信件，請教他對原子彈可行性的意見。查德威克謹慎地回了信。他並沒有排除原子彈的可能性，但是他還是很詳細地考慮了各個在理論及實踐上的有關難處。查德威克決定與羅特布拉特去進一步研究氧化鈾的性質。奧托·弗里施和伯明翰大學的魯道夫·佩爾斯在1940年3月於發表了一篇重新考慮原子彈理論問題的論文，這就後來的《弗里施-佩爾斯備忘錄》。他們考慮的不是鈾金屬，而是一塊球狀的純鈾-235所會發生的事，並發現不單會形成鏈式反應，而且所需的鈾-235可以少至1公斤，就能發揮數公噸炸藥的威力。

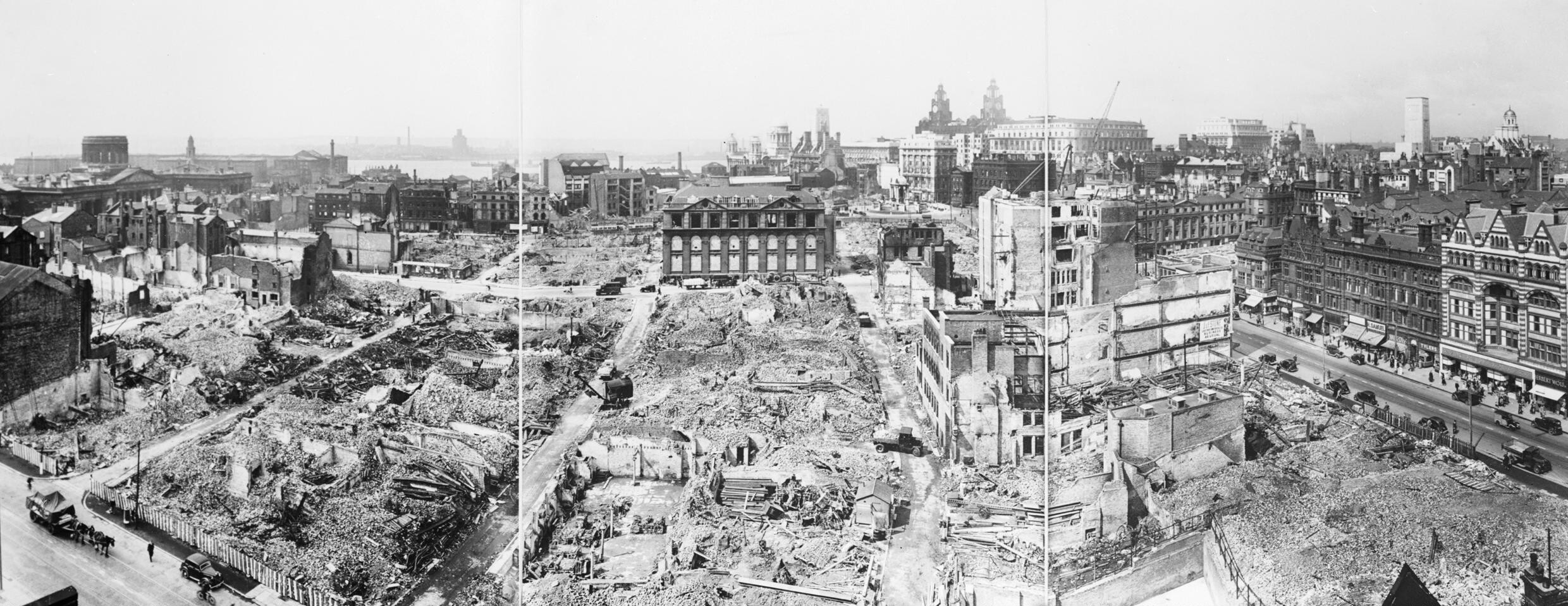
被倫敦大轟炸摧毀的利物浦局部

在防空科學調查委員會的轄下組成了特別委員會去進一步研究此事，名為穆德委员会。主席為喬治·湯姆孫，創會委員包括查德威克，還有馬克·奧利凡特、約翰·考克饒夫和菲利浦·穆恩。其他小組在研究鈾濃縮的同時，查德威克在利物浦的小組則專注於斷定鈾-235的核截面。到1941年9月，已經確定了鈾-235的臨界質量可能在8公斤或以下。而在他研究這個課題的同時，納粹德國空軍幾乎沒有中斷地轟炸利物浦實驗室的周圍，因此事情變得複雜化；由於窗戶一而再再而三地被炸掉，所以只好把玻璃窗換成紙板窗。
查德威克於1941年被選定為鈾引爆軍事應用委員會報告最後一稿的作者，而萬尼瓦爾·布什向美國總統富蘭克林·德拉諾·羅斯福彙報了這份報告後，啟迪了美國政府去豪擲數百萬美元來開發原子彈。喬治·佩格拉姆和哈羅德·尤里到訪英國視察其開發計劃（即后来的合金管工程）的情況，那時查德威克就已經能夠對他們說：“我真希望可以告訴你們原子彈不可行，但我現在有九成把握它會成功。”
格雷厄姆·法梅洛在最近一本關於原子彈計劃的書寫道，“沒有科學家比查德威克更盡力為邱吉爾造原子彈……這次考驗把查德威克推到幾近崩潰的邊緣”，查德威克擔憂至不能入睡，只好靠安眠藥入睡，而他差不多餘生都在服安眠藥。查德威克後來說他意識到“原子彈不單是可行的──而且是無可避免的。遲早我們不會覺得這些主意奇怪。此後不久每個人都會在想這些主意，最後總會有國家將之付諸實行”。赫爾曼·邦迪爵士指出還好當時英國的首席物理學家是查德威克，而不是盧瑟福，因為否則盧瑟福的聲望很可能會蓋過查德威克對原子彈前景“向前看”的主張。

### 曼哈頓計劃

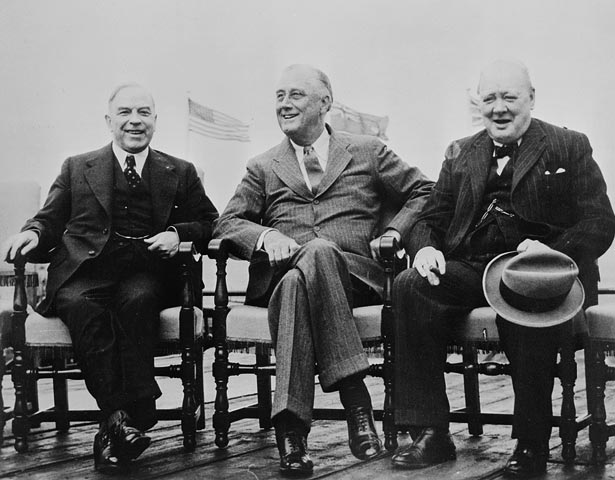
出席1943年第一次魁北克會議的（左起）麥肯齊·金、富蘭克林·德拉諾·羅斯福和溫斯頓·邱吉爾。

查德威克一家為了讓孿生女兒免於高空轟炸中受難，所以讓她們加入政府的疏散計劃前往加拿大。而查德威克則認為在英國設置同位素分離廠比較適合，所以並不願意把管合金計劃遷往加拿大。但這場計劃之浩大到了1942年時就變得更加明顯：一座同位素分離廠的試點就要價超過一百萬英鎊，這個價格就已經足夠讓英國的資金感到吃力，但這還不是全套的同位素分離廠，而全套的價格約在二百五十萬英鎊左右。因此一定要在美國興建。與此同時英方已經確信這個計劃必需有跨國的合作，而美方的進度超前，使得與英方的合作看起來並不是如此的重要，儘管美方還是渴望可以利用查德威克的才幹。
合作一事必需經過最高長官的同意。英國首相溫斯頓·邱吉爾與美國總統羅斯福於1943年9月簽訂魁北克协定，恢復英國、美國與加拿大三國間的合作。管合金工程負責人華萊士·埃克斯派遣查德威克、奧利凡特、佩爾斯與弗朗西斯·西蒙前往美國協助曼哈頓計劃。魁北克协定確立了一個新的聯合政策委員會，負責指揮聯合計劃。由於美方不喜歡埃克斯，所以由查德威克出任聯合政策委員會的技術顧問，以及英方代表。
查德威克讓羅特布拉德留在利物浦當負責人，自己則於1943年11月開始視察曼哈頓計劃的各處設施，而唯一沒去的是生產鈈的漢福德區，因為美方不准他看。他成為了除格羅夫斯和他的副手以外唯一一個可以進入美國所有鈾原子彈研究及生產設施的人。查德威克在視察過位於田納西州橡樹嶺K-25氣體擴散設施之後，意識到他之前想要在戰時英國興建這種廠房是多麼錯的一件事。那種大小的廠房是不可能避過納粹德國空軍的注意。他在1944年初與妻子和現在帶加拿大口音的孿生女兒遷往新墨西哥州的洛斯阿拉莫斯。由於保安理由，所以他有個假名，叫詹姆斯·查菲。

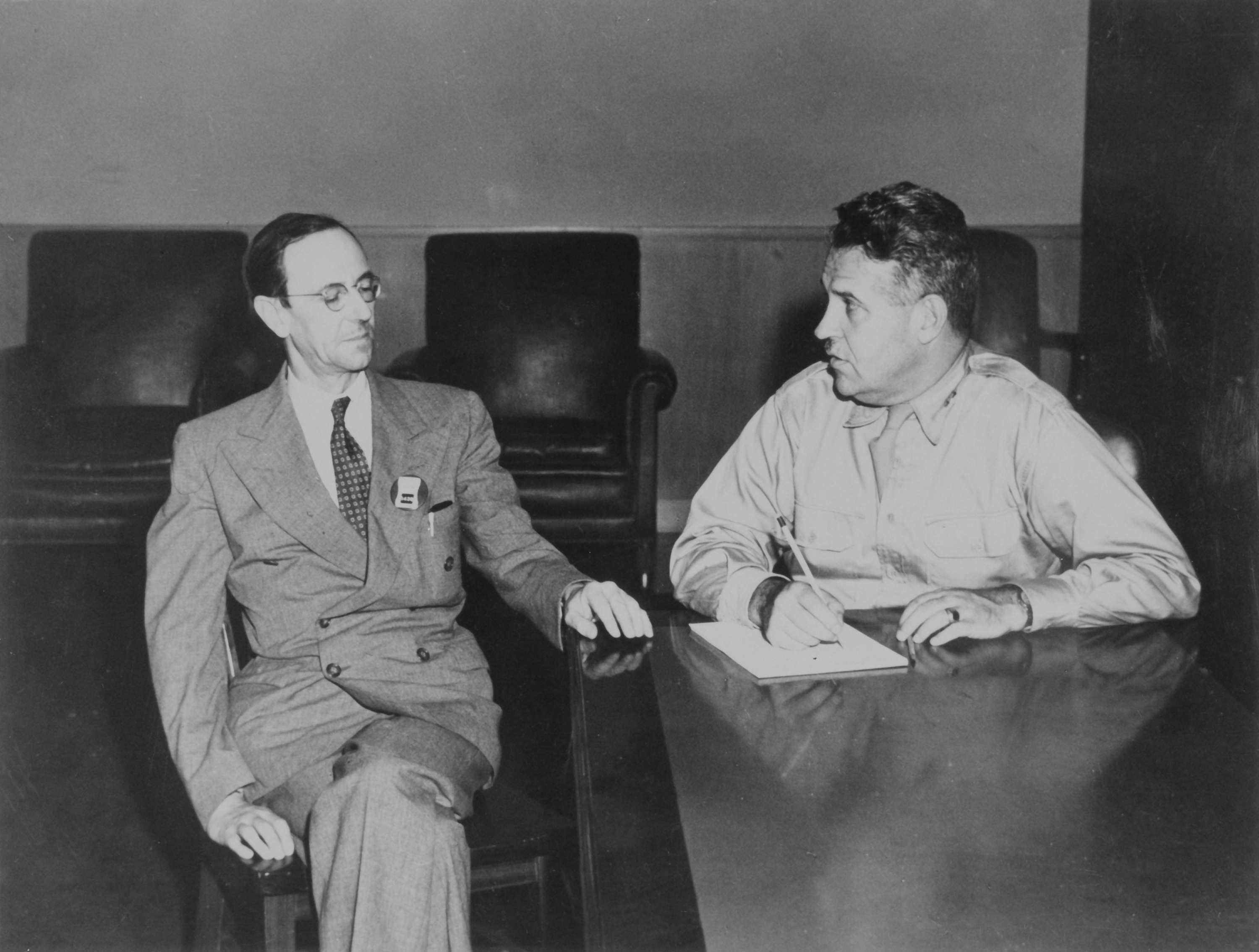
查德威克（左）與曼哈頓計劃的總指揮萊斯利·理查德·格羅夫斯少將

查德威克認同美方不需要英方的幫助，但能讓計劃提早及成功完成終究還是有用的。他與曼哈頓計劃的總指揮萊斯利·理查德·格羅夫斯少將緊密合作，同時又盡其所能去支援這個計劃。他亦盡力安置英國科學家參與盡量多的計劃範疇，這樣做是為了促進他有份的英國戰後核武器計劃。格羅夫斯經查德威克給某科學家加入曼哈頓計劃的邀請，都會被其現正任職的公司、政府部門或大學立即拒絕，但是最終都因為管合金擁有絕對人事優先權而克服。因此，英國團隊對計劃的成功有着決定性的功勞。
儘管查德威克對計劃所知的比任何一個英國來的人都要多，但是他還是無法進入漢福德區。波特爾子爵於1946年獲邀參觀漢福德區，“這是唯一一個查德威克不能進入的廠區，於是他這時就問格羅夫斯他能否陪同波特爾。格羅夫斯回答說可以，但是如果他去的話，‘波特爾不會看到很多’。”由於他的功勞，所以他在1945年1月1日的新年授勛及嘉獎中獲冊封為爵士。他認為這是對整個管合金工程成果的肯定。
查德威克在1945年初的大部份時間都在華盛頓哥倫比亞特區，因此他的家人於1945年4月從洛斯阿拉莫斯搬遷至華盛頓杜邦圓環上的一所房子。英國元帥亨利·梅特蘭·威爾遜在同年7月4日的聯合政策委員會會議上代表英國同意向日本投擲原子彈，那時查德威克也在場。原子彈的彈芯裏有一個釙─鈹中子源點火器，而查德威克在十多年前也用過同樣的技術來發現中子，只是點火器的技術經過改良而已。《紐約時報》曼哈頓計劃記者威廉·萊納德·羅倫斯寫道：“歷史在他之前還沒有人能活着見到自己的發現實體化時會從此改變人類的命運。”

## 晚年
戰後不久，查德威克獲任命為原子能諮詢委員會委員。他亦獲任命為聯合國原子能委員會的英國科學顧問。他與原子能諮詢委員會同事帕特里克·布萊克特的意見衝突，因為他不認同查德威克主張英國需要自己的原子彈；但查德威克的立場最終獲得接納。他於1946年回到英國，那時英國仍被戰時配給及短缺所困擾。
利物浦大學校長詹姆斯·芒福德在日記中表示，自己“從未見過一個（像查德威克那樣）‘身心俱疲的人’”，因為“他在道德决策的泥潭中所陷如此之深，对于那些更为幸运的人们来说，这種深度是他们从来没有经历甚至想象过的……［他也因此深受其苦］……他的科學研究所产生的責任感也给他帶來近乎無法忍受的痛苦。”
查德威克於1949年獲邀出任岡維爾與凱斯學院的院長。這個職位頗具名望，但職務範圍相當不清；院長是學院名義上的首長，但權力實際上屬於院務委員會，而委員會則是由包括院長在內的十三位院士所組成。作為院長，查德威克力求提高學術的學術聲譽。他將學院的研究員職位數量從31個提昇至49個，並尋求人才加入學院。此舉包括了多項具爭議性的措施，例如在1951年聘用中國生物化學家曹天欽及生於匈牙利的經濟學家彼得·鮑爾。由帕特里克·哈德利帶領的院士們在一次後來被稱為農民起義的事件中，投票將一名查德威克的老朋友逐出院務委員會，並由鮑爾取代其位置。更多查德威克的朋友在往後的幾年遭到開除，他本人也於1958年11月退休。岡維爾與凱斯學院的博士學生弗朗西斯·克里克，和詹姆斯·沃森就是在他出任院長的期間，發現了脫氧核糖核酸的雙螺旋結構。
查德威克歷年來獲得多項榮譽，包括美國的功勳勳章和德國的功勳勳章。他在1970年1月因“科學服務”而在新年授勛及嘉獎中獲名譽勳位，並到白金漢宮出席授勛儀式。他在1974年7月24日在睡夢中去世。劍橋的邱吉爾檔案中心保留了查德威克的各樣文件，可供公眾查閱。利物浦大學的查德威克實驗室就是以他命名的，還有在1991年作為紀念他百年誕辰活動的一部份，利物浦大學設立了詹姆斯·查德威克爵士實驗物理學講座教授一職。月球上有一個以他命名的查德威克環形山。英國原子能的官方歷史學家蘿娜·阿諾德將他形容為“一個物理學家，一個科學外交家，同時又是一個既有智慧又有高尚道德的好人。”

## 延伸閱讀
- . Nature. 1948, 161 (4103): 964. Bibcode:1948Natur.161Q.964.. doi:10.1038/161964a0.
- . Contemporary Physics. 1972, 13 (3): 310. Bibcode:1972ConPh..13..310.. doi:10.1080/00107517208205684.
- Rutherford, Ernest; Chadwick, James; Ellis, Charles D.  Reprint of 2nd. Cambridge University Press. 2010. ISBN 978-1-108-00901-0.

## 外部連結
维基共享资源上的相關多媒體資源：詹姆斯·查德威克